# Polichno (powiat Łuczeniec)
Polichno (węg. Parlagos, do 1899 Polichnó) – wieś (obec) na Słowacji położona w kraju bańskobystrzyckim, w powiecie Łuczeniec. Pierwsze wzmianki o miejscowości pochodzą z roku 1467. 
W Polichnie w 1867 urodziła się Božena Slančíková-Timrava, słowacka pisarka.

## Ludność
Według danych z dnia 31 grudnia 2012, wieś zamieszkiwały 142 osoby, w tym 66 kobiet i 76 mężczyzn.
W 2001 roku pod względem narodowości i przynależności etnicznej 90,07% mieszkańców stanowili Słowacy, a 0,71% Rusini.
Ze względu na wyznawaną religię struktura mieszkańców kształtowała się w 2001 roku następująco:
- Katolicy rzymscy – 25,53%
- Ewangelicy – 56,74%
- Nie podano – 11,35%